# Do the Live
Do the Live là album thu hình liveshow đầu tiên của Do As Infinity được phát hành năm 2003. Album bán được 32000 bản tại Nhật Bản.

## Danh sách

### Đĩa 1
1. "Summer Days" (Những ngày hè)
2. "Under the Sun" (Phía dưới Mặt Trời)
3. "Nice & Easy" (Đẹp & dễ)
4. "Desire" (Khát khao)
5. "Hi no Ataru Sakamichi" (陽のあたる坂道 Ngọn đồi đầy nắng?)
6. "Good For You" (Tốt cho bạn)
7. "Heart" (Trái tim)
8. MC
9. "Shinjitsu no Uta" (真実の詩 Bài hát thực sự?)
10. "Yesterday & Today" (Hôm qua & hôm nay)
11. "We Are." (Chúng ta là.)

### Đĩa 2
1. MC
2. "Grateful Journey" (Hành trình tuyệt vời)
3. "Tōku Made" (遠くまで Rời xa?)
4. "Boukensha Tachi" (冒険者たち Những cuộc phiêu lưu?)
5. "135"
6. "One or Eight" (Một hoặc tám)
7. "Ai no Uta" (あいのうた Bài hát tình yêu?)
8. MC
9. "Tsurezure Naru Mama Ni" (徒然なるままに?)
10. "Week!" (Tuần lễ!)

## Xếp hạng
| Bảng xếp hạng (2003) | Thứ hạng | Thời gian trụ hạng |
| -------------------- | -------- | ------------------ |
| Oricon Nhật Bản      | 12       | 6 tuần             |